# Valuación de ecosistema
Valuación de ecosistema es una herramienta ampliamente usada para determinar el impacto de las actividades humanas sobre un sistema ambiental asignando un valor económico a un ecosistema o a los servicios del mismo.

## Valuación de los servicios del ecosistema
La manera más simple de valuación del medio ambiente para los economistas ambientales ortodoxos es sosteniendo que un ecosistema tiene un valor equivalente a su rendimiento ecológico valuado como si estuviera en mercados de productos: por el valor del agua, madera, peces o presas, que son, respectivamente, purificada, generada o que se amparan en un ecosistema. Por consiguiente, un valor de intercambio o precio es asociado con los objetos de valor, referidos como¨capital natural, asociados con ecosistemas; esto puede estar basado en la capacidad del ecosistema para producir rendimientos cada año que son intercambiables en mercados operantes y que tienen precios intercambiables existentes. 
Economistas y algunos ecologistas se concentran es los servicios del ecosistema y en la asignación de valores en una economía de servicios de todo lo que la naturaleza hace por los humanos (una forma básica de instrumentalismo). Un trabajo basado en transferencia de beneficio, recopilado por el ecologista y planeador Robert Costanza en los 90s, menciona que, incluso considerando los diecisiete más básicos de estos servicios, el valor combinado de los ecosistemas de la Tierra es de (US$33T) cada año; más que todo el intercambio económico humano (US$25T) en ese año(1995).[cita requerida] Otros estudios se han concentrado en el valor marginal de los cambios a los ecosistemas, como fue argumentado en el ortodoxo análisis costo-beneficio. En Capitalismo Natural, 1999, Paul Hawken, Amory Lovins y Hunter Lovins también avanzaron en el argumento de  valor al planeta Tierra en actual valor monetario. 
La valuación de ecosistemas está lejos de ser controversial. Argumentos en contra de la valuación de un ecosistema se pueden encontrar refiriéndose a ética medioambiental y ecología profunda.
Economistas ambientales establecidos han categorizado los valores que deben ser asignados a cualquier cambio ambiental por los cuales los individuos están dispuestos a pagar de la siguiente manera:
- valor de uso directo atribuido a la utilización directa de los servicios de los ecosistemas;
- valor de uso indirecto atribuido a la utilización indirecta de servicios de los ecosistemas, a través de la externalidades que proporciona el ecosistema;
- valor de la opción, atribuida a preservar la opción de utilizar los servicios de los ecosistemas en el futuro;
- valor de la existencia, atribuido por la sola existencia del ecosistema;
- valor altruista, basado en el bienestar que el ecosistema es capaz de otorgar a otra gente
- valor del legado, basado en el bienestar que el ecosistema puede otorgar a las generaciones futuras

Métodos económicos ambientales estándar se utilizan para colocar un valor monetario a los servicios de los ecosistemas en los que no existan precios de mercado. Estos incluyen métodos de "preferencia declarada" y de "preferencia revelada".
Los métodos de preferencia declarada como métodos de valuación contingente preguntan a la gente por su disposición de pago por un cierto ecosistema (servicio). Métodos de preferencia revelada como fijación de un precio hedónico y el método viaje costo, utilizan una relación con un bien de mercado o un servicio para estimar la disposición a pagar por el mismo. La aplicación de este tipo de enfoques de preferencia ha sido criticada como un medio para obtener el valor de los ecosistemas y biodiversidad y evitar la deliberación, justificación y el juicio tomando decisiones.

## ¿La valuación es Economía o Ecología?
Una valuación como esta y el de la eficacia de las diversas medidas de salud ambiental que afectan el valor de vida y la calidad de vida, generalmente se piensa que son parte de la Economía. Por otra parte capital Natural y capital individual son estudiados por la Ecología como sistemas vivos, sin embargo, esto no se extiende a la economía de la valoración por los que se relacionan:
Considerando "valuación" como un "problema económico no ecológico" refiere la forma en que estos campos se dividen de las actividades de los no humanos en cuanto a "ganarse la vida". Cuando los seres humanos van a conseguir comida o vivienda esto es estudiado por la "economía", pero cuando no humanos lo hacen lo estudia la "ecología", aunque es evidente que hay motivaciones, métodos y ciertamente necesidades corporales en común.
Dado que los animales no ponen precios explícitos sobre los ecosistemas que utilizan, pero se comportan como si fueran valiosos, por ejemplo, mediante la selección de un territorio frente a otro, la defensa de los mismos, etc., es sobre todo una cuestión de definición si la Ecología debe incluir la valoración como un problema. Puede ser antropocéntrico el hacerlo, ya que "valuación" se refiere más claramente a una percepción humana, y tales conceptos relacionados como una cadena alimenticia están construidos por los seres humanos para ayudarles a entender los ecosistemas. Ecología en sí misma es una percepción humana y tales conceptos relacionados como una cadena alimentaria son construidos por los seres humanos para ayudarles a entender los ecosistemas. En muchos casos por los que sostienen que existen mercados y la fijación de precios con independencia de los posibles observadores humanos individuales y "usuarios", y especialmente aquellos que consideren mercados que estén "fuera de control", valuación de ecosistema es considerado una (ignorancia marginal) parte de la Economía.  Otros argumentan que capital natural es un concepto económico que es por lo menos tan viable como el capital financiero, que a su vez se determina sobre la valoración subjetiva. Algunos incluso sugieren que la valoración de los servicios ambientales es más convincente que la valoración financiera, como el ecosistema continuaría después del colapso de la economía, mientras que la inversa no es válida.
Algunas versiones de la teoría del conflicto se concentran sobre el papel de la escasez de recursos y como propician o propagan los conflictos humanos, sosteniendo que los recursos o los ecosistemas en disputa son tan valiosos que representan un considerable riesgo de daño a controlar. Esto es, por lo menos, una noción relativa de valor y de valor en riesgo aplicada a un ecosistema.